# Dialogo del Salvatore
Il Dialogo del Salvatore è uno dei testi Apocrifi del Nuovo Testamento, scritto in lingua copta nel II secolo. Il testo rimanente contiene un dialogo tra il Salvatore (Gesù) e alcuni discepoli - in qualche modo simile, o possibilmente basata, sul Vangelo di Tommaso - espone la cosmologia gnostica.
Ritenuto perduto, ne è stata ritrovata una sola versione pesantemente danneggiata - il Codice coptico - con lacune tra i Codici di Nag Hammadi nel 1945.
Non va confuso con altri testi considerati apocrifi, come il Vangelo del Salvatore e il Libro del Salvatore.